# Monni (ö i Finland, Päijänne-Tavastland)
Monni är en ö i Finland. Den ligger i sjön Jääsjärvi och i kommunen Gustav Adolfs i den ekonomiska regionen  Lahtis ekonomiska region  och landskapet Päijänne-Tavastland, i den södra delen av landet, 170 km norr om huvudstaden Helsingfors. Öns area är 0,3 hektar och dess största längd är 60 meter i sydväst-nordöstlig riktning.